# Shahram Shabpareh

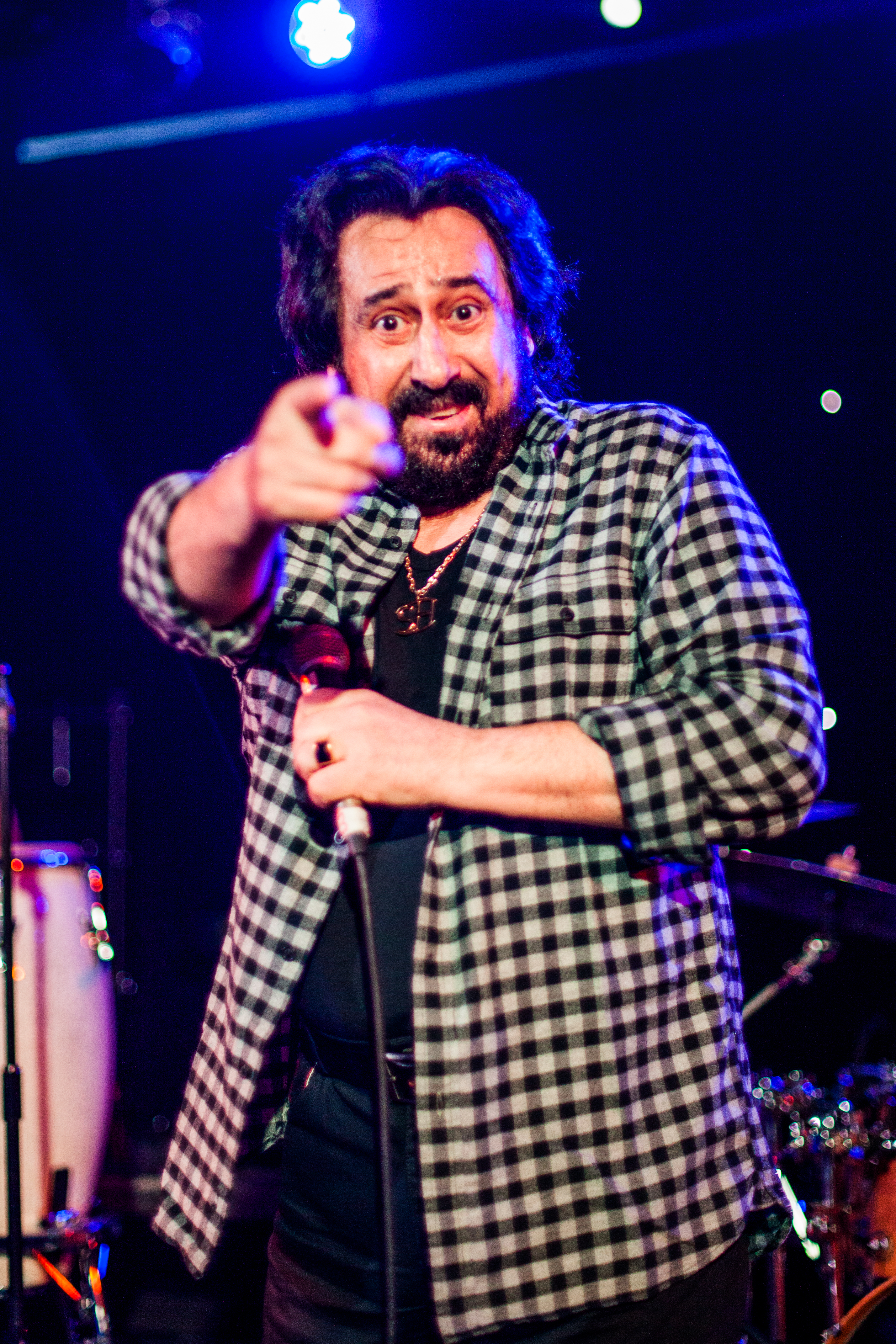
Shahram Shabpareh (2018)

Shahram Shabpareh (persisch شهرام شب‌پره Schahram Schab-Pareh, DMG Šahrām Šab-pare; * 6. Februar 1948 in Teheran) ist ein iranischer Pop-Sänger und Songwriter.

## Karriere
Shahram Shabpareh begann seine Karriere als Trommel-Spieler in den frühen 1960er Jahren, als er erst 13 Jahre alt war. Mitte 1960, als er 17 Jahre alt war, gründete Shahram eine eigene Band namens Rebells.
Einige Jahre vor der Islamischen Revolution im Jahre 1979, wanderte Shabpareh für einige Jahre nach Kalifornien aus. Seitdem lebt er in den USA.
Noch nach einer 40-jährigen Karriere ist Shahram Shabpareh ein äußerst berühmter Sänger in der iranischen Gesellschaft.

## Diskografie

### Alben
- 1977: Gorg o Bareh
- 1977: Rock & Roll
- 1980: Hich Koja Iran Nemisheh
- 1980: Deyar
- 1981: Mosafer
- 1982: Khodahafez Tehran (mit Shahrokh & Ebi)
- 1982: Iran Iran
- 1983: Shahreh Eshgh
- 1983: Khodaya Che Konam?
- 1984: Telesm
- 1985: Madreseh
- 1986: Shaparak
- 1987: Baghe Alefba
- 1988: Khejalati
- 1991: Shagerd-e-Aval
- 1992: Summer of 92
- 1994: Summer of 94
- 1995: Story
- 1996: Haben Rahi
- 1998: Rhythm of the Night
- 1999: Didar
- 2001: Donya
- 2005: Fire
- 2008: Tapesh
- 2012: Taar Taa Geetaar

### Kompilationen
- 1999: Shahreh Eshgh
- 1999: Gorg o Bareh

### Singles (Auswahl)
- 1980: Deyar
- 1985: Golab
- 2005: To Mitooni
- 2005: Va Veyla

## Filmografie
- Aroose Dejle
- 1975: Shabe Ghariban
- 1976: Alafhaye Harz
- 1977: Mahiha Dar Khak Mimirand
- 1977: Booye Gandom